# Žetva adresa e-pošte
Žetva adresa e-pošte je proces masovnog prikupljanja adresa elektronske pošte. Budući da se ne radi o pribavljanju malih količina, nego masovnih, naziva ga se žetvom. Pribavljene adrese elektronske pošte pribavlja se iz raznih izvora. Najčešći razlog je nezakonito masovno slanje elektronske pošte, radi spamiranja reklamama ili porukama koje sadrže zloćudni softver. Pribavljanje adresa elektronskom poštom može biti preko posebnog za to isprogramiranih programa kao pauci e-pošte (e-mail spider) ili puzači e-pošte (e-mail crawler) koji skupljaju, vade ili "čupaju" adrese s otvorenih stranica ili nekvalitetno zaštićenih foruma, portala, hakiranjem običnih mrežnih odredišta i sl., kupnjom ili krađom mailing lista ili baza podataka korisnika koje sadrže adrese, rječničkim napadom (nagađanjem početnog dijela adrese šalju više poruka pa određeni postotak poruka pogodi stvarno odredište/phishing) mamljenjem besplatnom robom (gdje doista šalje nešto besplatno ali traži adresu e-pošte) ili preko lančanih poruka e-pošte. Do adresa se dolazilo i preko UseNeta, IRC-a, pristupa istom računalu, bijelih i žutih stranica, Ident daemona i dr.
Zloćudni programi žanju adrese e-pošte i putem sigurnosnih propusta u operacijskom sustavu, nerijetko mijenjajući vlastiti kôd čime zavaravaju programe za otkrivanje. Osim što ga koriste spameri, žetvom adresa se dolazi do korisničkih imena i zaporaka. Zloćudniji programi vrebaju i kolačiće na mjestima internetskog plaćanja. Snažniji zloćudni programi ne žanju adrese e-pošte samo s zaraženih osobnih računala. Zahvaćaju i tražilice te takvom silinom putem njih žanju da su sporadično rušili najveće tražilice Google, AltaVistu i Yahoo.
Zbog takve prakse reagirala su zakonodavstva te je zabranjeno automatskim sredstvima žeti adrese e-pošte. Također je zabranjeno prodati ili dati popise s adresama elektronske pošte prikupljenih na zakonit način.